# Nick Drake
Nick Drake   (Yangon, 19 de juny de 1948 - Tanworth-in-Arden, 25 de novembre de 1974) va ser un cantautor i músic anglès. El seu treball és molt apreciat per la crítica musical, tot i que gairebé no va vendre discs durant la seva vida. Fill d'un important comerciant, durant la seva infància es va procurar que tingués una bona educació, va anar als millors col·legis i se li va inculcar el gust per la poesia, la pintura i la música. Estudià Literatura Anglesa a la Universitat de Cambridge, però ho va deixar 9 mesos abans d'acabar per dedicar-se a la seva carrera musical. Sensible i tímid, realitzà molt poques actuacions, la qual cosa va dificultar la difusió de la seva música. Nick Drake publicà 3 àlbums durant la seva vida: Five Leaves Left (1969), Bryter Layter (1970) i Pink Moon (1972). L'instrument principal de Drake va ser la guitarra, però també sabia tocar el piano, el clarinet i el saxòfon. Drake va signar un contracte amb Island Records quan tenia vint anys, i el 1969 va editar el seu primer àlbum, Five Leaves Left. Va editar altres dos discos, però les seves vendes inicials van ser poc importants, en part a causa que Drake refusava realitzar presentacions en directe i entrevistes. Drake va lluitar contra la depressió i l'insomni durant la seva vida, fet que es va reflectir en les seves lletres. Després de completar el seu tercer àlbum, Pink Moon (editat el 1972), va deixar de tocar i gravar i se'n va anar a viure a la casa dels seus pares a Warwickshire.
Va morir el 25 de novembre de 1974 als vint-i-sis anys d'edat, com a resultat d'una sobredosi d'antidepressius, que prenia per poder dormir. No s'ha pogut establir si la seva mort va ser accidental o suïcidi. Va passar els últims anys de la seva vida amb una forta depressió, per la qual va arribar fins i tot a ser hospitalitzat.
Si bé no va rebre reconeixement en vida, actualment és considerat un artista de culte, i ha influït músics com Badly Drawn Boy, Robert Smith (de The Cure), Peter Buck (de R.E.M.), Kate Bush, Paul Weller, The Black Crowes, Mikael Åkerfeldt (Opeth) i Claudio Yuraq. El 1985 The Dream Academy va arribar a les llistes britàniques i estatunidenques amb "Life in a Northern Town", una cançó sobre Drake i dedicada a ell. La primera biografia sobre Drake es va publicar el 1997 i l'any següent es va editar un documental anomenat "A Stranger Among Us".

## 1948–1966: Primers anys

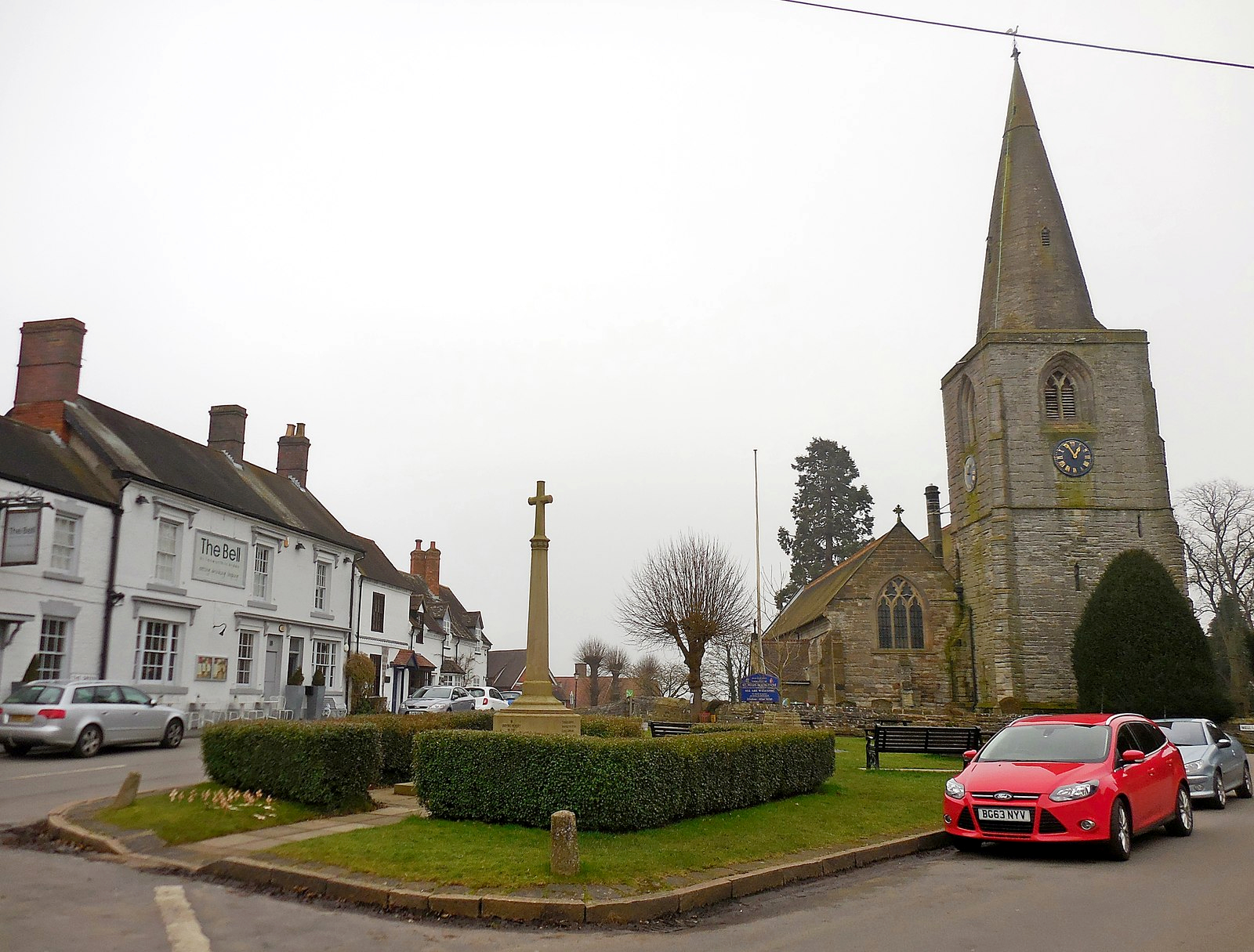
Tanworth-in-Arden, Warwickshire, on Drake es va criar

El pare de Drake, Rodney Shuttleworth Drake (1908–1988), es va traslladar a Rangoon, Myanmar, a principis dels anys 30 com a enginyer de "Bombay Burmah Trading Corporation". El 1934, Rodney va conèixer Molly Lloyd (1916–1993), filla d'un membre sènior del servei civil indi. Rodney va proposar-li matrimoni el 1936, encara que van haver d'esperar un any fins que ella fes 21 anys abans que la seva família els permetés casar-se. Nick va néixer a Myanmar el 19 de juny de 1948. El 1951, la família va tornar a Anglaterra, a la seva casa de Warwickshire, a Far Leys, Tanworth-in-Arden, al sud de Birmingham. Rodney va treballar des de 1952 com a president i director general de "Wolseley Engineering".
La seva germana gran, Gabrielle Drake, es va convertir en una actriu de cinema d'èxit. Els dos progenitors de Drake escrivien música. Les gravacions de les cançons de la seva mare, que han sortit a la llum després de la seva mort, són similars en to i perspectiva a l'obra posterior del seu fill; compartien una pronunciació vocal fràgil similar, i Gabrielle i el biògraf Trevor Dann van notar un pressentiment i fatalisme paral·lels en la seva música. Animat per la seva mare, Drake va aprendre a tocar el piano a una edat primerenca i va començar a compondre cançons que va gravar en una gravadora de bobina a bobina que ella guardava al saló familiar.
El 1957, Drake va ser enviat a l'"Eagle House School", un internat preparatori a prop de Sandhurst, Berkshire. Cinc anys més tard, va anar al "Marlborough College", una escola pública de Wiltshire a la qual també havien assistit el seu pare i el seu avi. Va desenvolupar un interès per l'esport, convertint-se en un ràpid velocista de 100 i 200 iardes, representant l'equip de l'escola el 1966. Va jugar a rugbi amb l'equip C1 House i va ser nomenat capità en els seus dos últims mandats. Els amics de l'escola recorden que Drake era confiat, sovint distant i "silenciosament autoritari". El seu pare va recordar: "En un dels seus informes el director va dir que cap de nosaltres el coneixia gaire bé. Durant tota la vida d'en Nick, la gent no el coneixia gaire".
Drake tocava el piano i va aprendre clarinet i saxo. Va formar una banda, "The Perfumed Gardeners", amb quatre companys d'escola l'any 1964 o 1965. Amb Drake al piano i ocasionalment saxo alt i veu, el grup va interpretar versions de "Pye International R&B" i estàndards de jazz, així com cançons de Tha Yardbirds i Manfred Mann. Chris de Burgh va demanar unir-se a la banda, però va ser rebutjat perquè el seu gust era "massa pop".
L'atenció de Drake als seus estudis es va deteriorar i, tot i que havia accelerat un any a "Eagle House", a Marlborough va descuidar els seus estudis a favor de la música. El 1963 va assolir set O-Levels GCE, menys del que els seus professors esperaven, suspenent "Física i Química". El 1965, Drake va pagar 13 lliures (l'equivalent a 268 lliures el 2021) per la seva primera guitarra acústica, una Levin, i aviat va experimentar amb tècniques d'afinació oberta i punteig de dits.
El 1966 Drake es va matricular en una universitat de tutories a "Five Ways", Birmingham, on va guanyar una beca per estudiar al "Fitzwilliam College" de Cambridge. Com que se li va oferir una plaça a Cambridge per al setembre de 1967, tenia 10 mesos lliures, així que va decidir passar sis mesos a la Universitat d'Ais-Marsella, França, a partir del febrer de 1967, on va començar a practicar seriosament la guitarra. Per guanyar diners, tocava amb els amics al centre de la ciutat. Drake va començar a fumar cànnabis, i va viatjar amb amics al Marroc; segons el company de viatge Richard Charkin, "allà era on s'aconseguia la millor droga". Hi ha algunes evidències que va començar a consumir LSD mentre estava a Ais, encara que això es debat, i les lletres escrites durant aquest període, en particular per a "Clothes of Sand"—podrien suggerir un interès pels al·lucinògens.

## 1967–1969: Cambridge

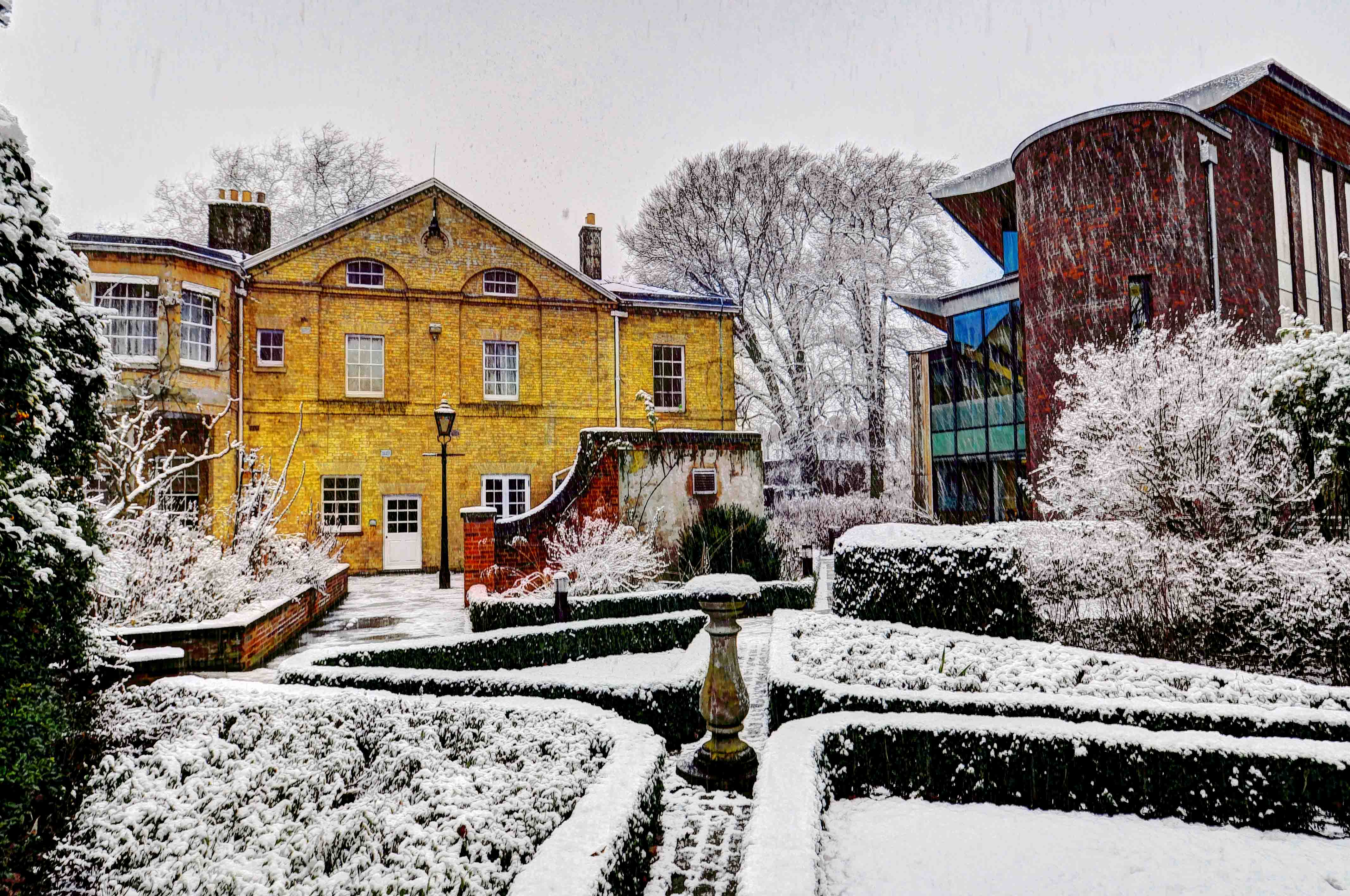
Fitzwilliam College, Cambridge, on Drake va estudiar literatura anglesa

Drake va tornar a Anglaterra el 1967 i es va traslladar al pis de la seva germana a Hampstead, a Londres. Aquell octubre, es va matricular a Cambridge per començar els seus estudis de literatura anglesa. Els seus tutors el van trobar brillant però poc entusiasta i poc disposat a aplicar-se. El seu biògraf, Trevor Dann, assenyala que va tenir dificultats per connectar amb els seus companys d'estudis, i que les fotografies de matrícula d'aquesta època retraten un jove hombrívol. Cambridge va posar èmfasi en els seus equips de rugbi i cricket, però Drake havia perdut l'interès per l'esport, preferint quedar-se a la seva habitació de la universitat fumant cànnabis i tocant música. Segons el seu company d'estudi Brian Wells, "Ells eren els més forts i nosaltres érem la gent genial que fumava droga".
Al gener de 1968, Drake va conèixer a Robert Kirby, un estudiant de música que va escriure molts dels arranjaments de corda i fusta dels dos primers àlbums de Drake. En aquest moment, Drake havia descobert la música folk britànica i nord-americana, i va rebre la influència d'intèrprets com Bob Dylan, Donovan, Van Morrison, Josh White i Phil Ochs (més tard va citar a Randy Newman i els Beach Boys com a influències). Va començar a actuar en clubs i cafeteries locals de Londres, i el desembre de 1967, mentre tocava en un esdeveniment de cinc dies al Roundhouse de Camden Town, va impressionar a Ashley Hutchings, baixista de Fairport Convention. Hutchings recorda estar impressionat per l'habilitat de la guitarra de Drake, però encara més per la seva imatge: "Semblava una estrella. Semblava meravellós, semblava que feia 7 peus."
Hutchings va presentar a Drake al productor nord-americà de 25 anys Joe Boyd, propietari de la companyia de producció i gestió "Witchseason Productions", que en aquell moment tenia la llicència d'Island Records. Boyd, que havia descobert Fairport Convention i va presentar John Martyn i l'Incredible String Band a un públic majoritari, era una figura respectada en l'escena folk del Regne Unit. Ell i Drake van formar un vincle immediat i Boyd va actuar com a mentor de Drake al llarg de la seva carrera. Impressionat per una maqueta de quatre pistes gravada per Drake a l'habitació de la universitat a principis de 1968, Boyd li va oferir a Drake un contracte de gestió, publicació i producció. Boyd va recordar haver escoltat un enregistrament casolà que havia fet Drake: "A meitat de la primera cançó, vaig sentir que això era força especial. I el vaig trucar i va tornar, vam parlar i només li vaig dir, "M'agradaria fer un disc". Va balbucejar: "Oh, bé, sí. D'acord". Nick era un home de poques paraules." Segons l'amic de Drake, Paul Wheeler, Drake ja havia decidit no completar el seu tercer any a Cambridge i estava entusiasmat amb el contracte.

## Carrera

### Five Leaves Left (1969)
Drake va gravar el seu àlbum debut Five Leaves Left el 1968, amb Boyd com a productor. Va haver de saltar-se conferències per viatjar amb tren a les sessions de l'estudi Sound Techniques de Londres. Inspirat per la producció de John Simon de l'àlbum Songs of Leonard Cohen de Leonard Cohen de 1967, Boyd estava interessat en gravar la veu de Drake amb un estil proper i íntim similar, "sense reverberació pop brillant". Va intentar incloure un arranjament de cordes semblant al de Simon, "sense aclaparar... ni sonar cursi". Per donar suport, Boyd va reclutar contactes de l'escena folk rock londinenca, inclosos el guitarrista de "Fairport Convention", Richard Thompson i el baixista de "Pentangle" Danny Thompson.
Els enregistraments inicials no van anar bé: les sessions eren irregulars i precipitades, es van dur a terme durant el temps d'inactivitat de l'estudi, manllevat de la producció de Fairport Convention del seu àlbum Unhalfbricking. La tensió va sorgir pel que fa a la direcció de l'àlbum: Boyd era un defensor de l'enfocament de George Martin d'utilitzar l'estudi com a instrument, mentre que Drake preferia un so més orgànic. Dann va observar que Drake semblava "tens i ansiós" en els enregistraments informals de les sessions, i va assenyalar una sèrie d'intents infructuosos d'instrumentació de Boyd. Tots dos estaven descontents amb la contribució de l'arranjador Richard Anthony Hewson, que consideraven que era massa convencional per a les cançons de Drake. Drake va suggerir el seu amic de la universitat Robert Kirby com a substitut. Encara que Boyd era escèptic a l'hora d'enfrontar-se a un estudiant de música amateur sense experiència, va quedar impressionat per l'assertivitat poc característica de Drake i va acceptar una prova. Kirby havia presentat prèviament a Drake alguns arranjaments per a les seves cançons. Mentre Kirby va proporcionar la majoria dels arranjaments per a l'àlbum, la seva peça central, "River Man", que es feia ressò del to de Frederick Delius, va ser orquestrada pel veterà compositor Harry Robertson.
Les dificultats de la postproducció van retardar el llançament diversos mesos, i l'àlbum va tenir un màrqueting i un suport deficients. Al juliol, Melody Maker va descriure Five Leaves Left com a "poètic i interessant", encara que NME va escriure a l'octubre que "no hi havia prou varietat per fer-ho entretingut". Es va emetre poc per la ràdio, a part dels programes dels DJs més moderns de la BBC, com John Peel i Bob Harris. Drake no estava satisfet amb la funda de l'àlbum, amb cançons en un ordre incorrecte i amb versos omesos de les versions gravades. En una entrevista, la seva germana Gabrielle va dir: "Era molt reservat. Sabia que estava fent un àlbum, però no sabia en quin estat estava fins que va entrar a la meva habitació i va dir: "Aquí el tens". El va llençar al llit i va marxar!".

### Bryter Layter (1971)

Imatge de Drake per Keith Morris (1969)

Drake va acabar els seus estudis a Cambridge nou mesos abans de graduar-se i a finals de 1969 es va traslladar a Londres. El seu pare recordava "haver-li escrit cartes llargues, assenyalant-li els inconvenients d'anar-se'n de Cambridge... un títol era una xarxa de seguretat, si aconsegueixes obtenir un títol, almenys tens alguna cosa en què recórrer; la seva resposta a això era que una xarxa de seguretat era l'única cosa que no volia." Drake va passar els seus primers mesos a Londres d'un lloc a un altre, de tant en tant allotjant-se al pis de Kensington de la seva germana, però normalment dormint als sofàs i pisos dels amics. Finalment, en un intent d'aportar una mica d'estabilitat i un telèfon a la vida de Drake, Boyd va organitzar i va pagar un dormitori a la planta baixa a Belsize Park, a Camden.

El 5 d'agost de 1969, Drake va gravar prèviament quatre cançons per al programa Night Ride de la BBC presentat per John Peel ("Cello Song", "Three Hours", "River Man" i "Time of No Reply"), que es van emetre després de mitjanit, el 6 d'agost. Posteriorment, Nick va gravar "Bryter Layter" per a una altra emissió de ràdio de la BBC, l'abril de 1970. Un mes després dels enregistraments inicials de la BBC, el 24 de setembre, va fer de teloner per a Fairport Convention al Royal Festival Hall de Londres, i va actuar posteriorment en clubs de folk a Birmingham i Hull. Segons el cantant folk Michael Chapman, el públic no va apreciar a Drake i volia "cançons amb cors". Chapman va dir:
"No van entendre res. No va dir ni una paraula en tota la nit. De fet, va ser força dolorós de veure. No sé què esperava el públic, vull dir, devien saber que no sentirien cançons marineres ni cançons melòdiques en un concert de Nick Drake! ".
L'experiència va reforçar la decisió de Drake de retirar-se de les aparicions en directe; els pocs concerts que va fer eren generalment breus, incòmodes i amb poca assistència. Drake semblava reticent a actuar i poques vegades es dirigia al seu públic. Com que moltes de les seves cançons es reproduïen en diferents afinacions, sovint s'aturava per resintonitzar els números. Tot i que Five Leaves Left va atreure poca publicitat, Boyd estava disposat a aprofitar l'impuls que hi havia. El segon àlbum de Drake, Bryter Layter (1971), de nou produït per Boyd i dissenyat per John Wood, va introduir un so més alegre i jazzístic. Decebut per les poques vendes del seu debut, Drake va intentar allunyar-se del seu so pastoral i va acceptar els suggeriments de Boyd d'incloure pistes de baix i bateria. "Era més aviat un so pop, suposo", va dir Boyd més tard. "L'imaginava més comercial." Com el seu predecessor, l'àlbum comptava amb músics de Fairport Convention, així com contribucions de John Cale en dues cançons: "Northern Sky" i "Fly". Trevor Dann va assenyalar que si bé les seccions de "Northern Sky" sonen més característiques de Cale, la cançó va ser el que més a prop va estar Drake d'un llançament amb potencial per a les llistes d'èxits.
"Bryter Layter" va ser un fracàs comercial, i les crítiques es van tornar a barrejar; Record Mirror va elogiar a Drake com un "guitarrista preciós, net i amb un timing perfecte, i acompanyat d'arranjaments suaus i bonics", però Melody Maker va descriure l'àlbum com "una barreja incòmode de folk i còctel jazz". Poc després del seu llançament, Boyd va vendre "Witchseason" a Island Records i es va traslladar a Los Angeles per treballar amb Warner Brothers per desenvolupar bandes sonores de pel·lícules. La pèrdua del seu mentor, juntament amb les baixes vendes de l'àlbum, van portar a Drake a una major depressió. La seva actitud cap a Londres havia canviat: era infeliç vivint sol, i visiblement nerviós i incòmode actuant en una sèrie de concerts a principis de 1970. Al juny, Drake va donar una de les seves últimes aparicions en directe a l'"Ewell Technical College", a Surrey. Ralph McTell, que també va actuar aquella nit, va recordar: "Nick era monosíl·lab. En aquell concert en concret era molt tímid. Va fer les primeres cançons i devia haver passat alguna cosa horrible. Estava fent la seva cançó 'Fruit Tree' i se'n va anar a la meitat."

El 1971, la família de Drake el va convèncer perquè visités un psiquiatre a l'Hospital St Thomas de Londres. Li van receptar antidepressius, però es va sentir incòmode i avergonyit de prendre'ls, i va intentar ocultar el fet als seus amics. Li preocupaven els seus efectes secundaris i li preocupaven que reaccionessin amb el seu consum habitual de cànnabis. Island Records va instar a Drake a promocionar "Bryter Layter" mitjançant entrevistes, sessions de ràdio i aparicions en directe. Drake, que en aquell moment estava fumant el que Kirby va descriure com a "quantitats increïbles" de cànnabis i mostrava "els primers signes de psicosi", s'hi va negar. Decebut per la reacció a "Bryter Layter", es va tancar i va deixar de veure la família i els amics. Poques vegades deixava el seu pis, i després només per tocar algun concert ocasional o per comprar drogues. Segons el fotògraf Keith Morris, l'any 1971 Drake era una "figura encorbada i desordenada, que mirava vagament... ignorant les obertures d'un simpàtic labrador o mirant en blanc sobre Hampstead Heath". La seva germana va recordar:
"Això va ser molt dolent. Una vegada em va dir que tot va començar a sortir malament a partir d'aquest moment, i crec que va ser quan les coses van començar a anar malament".

### Pink Moon (1972)
Encara que Island no havia esperat un tercer àlbum, Drake es va acostar a Wood l'octubre de 1971 per començar a treballar en el que seria el seu darrer disc. Les sessions van tenir lloc durant dues nits, només amb Drake i Wood a l'estudi. Les cançons desolades de Pink Moon són curtes, i l'àlbum d'onze cançons dura només 28 minuts, una durada descrita per Wood com a "tot just. Realment no voldríeu que durés més". Drake havia expressat insatisfacció amb el so de Bryter Layter, i creia que els arranjaments de corda, metall i saxòfon donaven com a resultat un so "massa ple, massa elaborat". Drake apareix a Pink Moon acompanyat només de la seva pròpia guitarra acuradament gravada, tret d'una sobregravació de piano a la cançó del títol. Wood va dir més tard:
"Estava molt decidit a fer aquest disc molt dur i nu. Definitivament volia que fos ell més que res. I crec que, d'alguna manera, Pink Moon probablement s'assembla més a Nick que als altres dos discos."
Drake va lliurar les cintes de Pink Moon a Chris Blackwell d'Island Records, contràriament a una llegenda popular que diu que les va deixar a l'escriptori de la recepcionista sense dir una paraula. Un anunci de l'àlbum a Melody Maker al febrer es va obrir amb "Pink Moon: l'últim àlbum de Nick Drake: el primer que en vam sentir a parlar va ser quan es va acabar." Pink Moon va vendre menys còpies que els seus predecessors, tot i que va rebre algunes crítiques favorables. A Zigzag, Connor McKnight va escriure:
"Nick Drake és un artista que mai falsifica. L'àlbum no fa cap concessió a la teoria que la música hauria de ser escapista. És simplement la visió d'un músic de la vida en aquell moment, i no es pot demanar més, que això."
Blackwell va sentir que Pink Moon tenia el potencial d'apropar Drake a un públic general; tanmateix, el seu personal es va sentir decebut per la falta de voluntat de Drake per promocionar-lo. El gerent d'A&R, Muff Winwood, va recordar "arrancar-se els cabells" amb frustració i va dir que sense el suport entusiasta de Blackwell "la resta de nosaltres l'hauríem expulsat". A la insistència de Boyd, Drake va acceptar una entrevista amb Jerry Gilbert de la revista Sounds. El "tímid i introvertit" Drake va parlar de la seva antipatia per les aparicions en directe i poca cosa més."No hi havia cap connexió", va dir Gilbert. "No crec que hagi fet contacte visual amb mi ni una sola vegada." Desanimat i convençut que no podria tornar a escriure, Drake es va retirar de la música. Va jugar amb la idea d'una carrera diferent i va considerar l'exèrcit. Els seus tres àlbums havien venut junts menys de 4.000 còpies.

### 1972–1974: Canvis en la vida i la salut
En els mesos posteriors a la publicació de Pink Moon, Drake es va tornar cada cop més asocial i distant. Va tornar a viure a la casa dels seus pares a Tanworth-in-Arden i, tot i que li molestava la regressió, va acceptar que era necessari. "No m'agrada a casa", va dir a la seva mare, "però no el suporto enlloc més". El seu retorn va ser sovint difícil per a la seva família, com va dir Gabrielle: "Els bons dies a casa dels meus pares eren bons dies per a en Nick, i els dies dolents eren dolents dies per a en Nick. I això era al voltant del que girava la seva vida, de fet."

Drake va viure una existència frugal; els seus únics ingressos van ser una bestreta de 20 lliures a la setmana d'Island Records (equivalent a 257 lliures el 2021). En un moment donat no es podia permetre un parell de sabates noves. Desapareixia durant dies, arribant de vegades sense avisar a casa dels amics, poc comunicatiu i retret. Robert Kirby va descriure una visita típica: "Arribava i no parlava, s'asseia, escoltava música,  fumava, prenia una copa, dormia allà la nit, i dos o tres dies després no hi era, se sabia que tres mesos més tard tornaria." El soci de supervisió de Nick a Cambridge, John Venning, el va veure en un tren subterrani a Londres i va sentir que estava seriosament deprimit:
"Hi havia alguna cosa en ell que suggeria que m'hauria mirat directament i no m'hauria reconegut gens. Així que em vaig girar."
John Martyn (que el 1973 va escriure la cançó del títol del seu àlbum Solid Air sobre Drake) va descriure a Drake en aquest període com la persona més tancada que havia conegut mai. En Drake agafava en préstec el cotxe de la seva mare i conduïa durant hores sense propòsit, fins que es quedava sense benzina i trucava els seus pares per demanar que el recollissin. Els amics van recordar fins a quin punt la seva aparença havia canviat. Durant els períodes especialment desoladors, es va negar a rentar-se els cabells o tallar-se les ungles. A principis de 1972, Drake va tenir una crisi nerviosa i va ser hospitalitzat durant cinc setmanes. Inicialment es creia que tenia una depressió important, encara que el seu antic terapeuta va suggerir que tenia esquizofrènia. Al febrer de 1973, Drake va contactar amb John Wood, dient que estava preparat per començar a treballar en un quart àlbum. Boyd era a Anglaterra en aquell moment i va acceptar assistir a les gravacions. La sessió inicial va ser seguida d'enregistraments el juliol de 1974. A la seva autobiografia de 2006, Boyd va recordar que es va sorprendre per la ira i l'amargor de Drake:
"[Va dir que] li havia dit que era un geni, i d'altres hi havien coincidit. Per què" És famós i ric? Aquesta ràbia ha d'haver-se ensorrat sota aquell exterior inexpressiu durant anys."
Boyd i Wood van notar un deteriorament en l'actuació de Drake, que li van obligar a sobregravar la seva veu per separat a la guitarra. Tanmateix, el retorn a l'estudi Sound Techniques va aixecar l'ànim de Drake; la seva mare va recordar:
"Estàvem molt emocionats de pensar que Nick era feliç perquè feia anys que no hi havia cap felicitat a la vida de Nick."
A finals de 1974, el contracte setmanal de Drake amb Island es va acabar, i la seva depressió va fer que es mantingués en contacte només amb uns quants amics propers. Havia intentat mantenir-se en contacte amb Sophia Ryde, a qui havia conegut a Londres el 1968. Ryde ha estat descrita pels biògrafs de Drake com "la cosa més propera" a una xicota en la seva vida, però ella va utilitzar la descripció de "millor amiga". En una entrevista de 2005, Ryde va dir que una setmana abans de morir, ella havia intentat posar fi a la relació: "No ho vaig poder soportar. Li vaig demanar una trobada. I no el vaig tornar a veure mai més". Com amb la relació que havia compartit amb la també música folk Linda Thompson, la relació de Drake amb Ryde no es va consumar.

## Mort

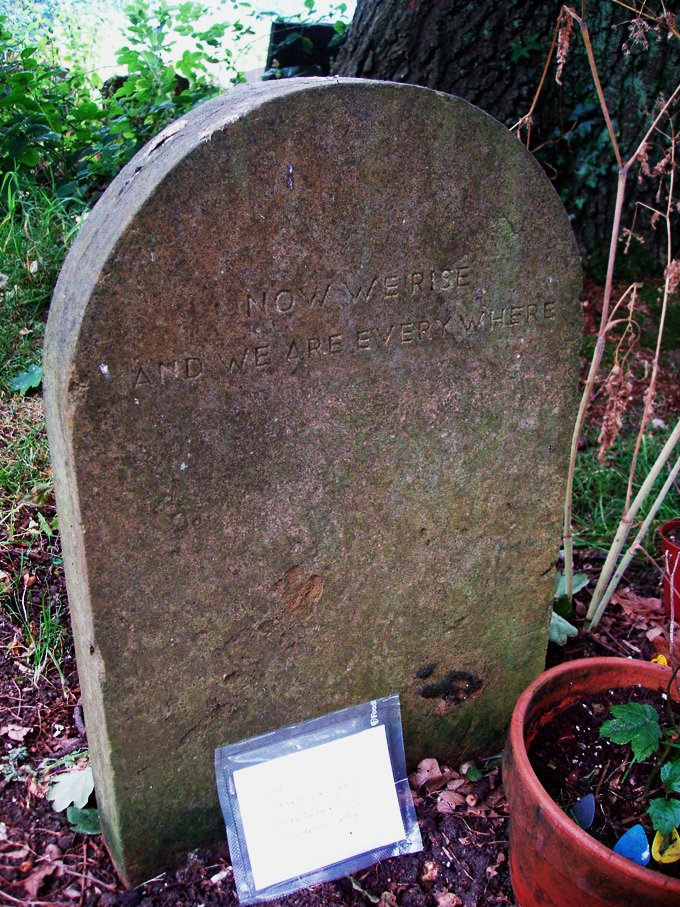
La tomba on les cendres de Drake estan enterrades amb les dels seus pares. La làpida està inscrita amb l'epitafi "Now we rise / And we are everywhere", extret de la lletra de "From the Morning", la cançó final de l'últim àlbum de Drake, Pink Moon.

Durant les primeres hores del 25 de novembre de 1974, Drake va morir al seu dormitori de Far Leys. Segons el seu certificat de defunció, emès el 24 de desembre, va morir després de prendre una sobredosi d'amitriptilina, un antidepressiu. Havia anat a dormir aviat, després de passar la tarda visitant un amic. La seva mare va dir que cap a l'alba va sortir de la seva habitació cap a la cuina. La seva família l'havia sentit fer això moltes vegades abans i suposava que menjava cereals. Va tornar a la seva habitació poc temps després, on es creu que va prendre una sobredosi d'amitriptilina. Es desconeix la causa precisa de la mort, ja que no es va dur a terme cap autopsia.
En Drake s'havia acostumat a mantenir el seu propi horari; sovint tenia dificultats per dormir i es quedava despert tota la nit tocant i escoltant música, i després dormia fins tard l'endemà al matí. La seva mare va dir més tard: "Mai no el molestava gens. Però eren cap a les 12, i vaig entrar, perquè realment semblava que era hora que s'aixequés. I estava estirat al llit. El primer el que vaig veure van ser les seves llargues, llargues cames." Segons el diari personal de Rodney Drake, el cos de Nick va ser descobert per primera vegada per la seva criada que va mirar en Drake cap a les 11.45 i va cridar Molly que va entrar per descobrir que estava mort. No hi havia cap nota de suïcidi, encara que una carta dirigida a Ryde es va trobar prop del seu llit.
En la investigació del 18 de desembre, el forense va declarar que la causa de la mort va ser "intoxicació aguda per amitriptilina, autoadministrada quan es pateix una malaltia depressiva", i va concloure un veredicte de suïcidi. Encara que el veredicte ha estat discutit per alguns dels seus amics i membres de la seva família, hi ha una visió àmpliament estesa que, accidentalment o no, Drake ja havia "abandonat la vida". Rodney va descriure la mort del seu fill com a inesperada i extraordinària; no obstant això, en una entrevista de 1979 va dir que havia estat preocupat per la depressió de Drake, i que la família li va amagar els analgèsics.
Boyd va recordar que els pares de Drake havien descrit el seu estat d'ànim les setmanes anteriors com a positiu i que havia planejat tornar a Londres per reiniciar la seva carrera musical. Boyd creu que aquest augment de l'ànim va ser seguit per una "desesperació". Raonant que Drake podria haver pres una alta dosi d'antidepressius per recuperar aquest sentit d'optimisme, va dir que prefereix imaginar-se Drake "fent una estocada desesperada per la vida en lloc d'una rendició calculada a la mort". El 1975, el periodista de NME Nick Kent va escriure sobre la ironia de la mort de Drake quan aquest havia començat a recuperar la sensació d'"equilibri personal". En canvi, Gabrielle va dir que "preferiria que morís perquè volia acabar amb això que no pas que fos el resultat d'un tràgic error. Això em semblaria terrible: que fos una petició d'ajuda que ningú va escoltar".
El 2 de desembre de 1974, després d'un servei a l'Església de Santa Maria Magdalena a Tanworth-in-Arden, les restes de Drake van ser incinerades al Crematori de Solihull i les seves cendres van ser enterrades sota un roure al cementiri de l'església. Al funeral van assistir-hi una cinquantena de persones, inclosos amics de Marlborough, Aix, Cambridge, Londres, Witchseason i Tanworth. En referència a la tendència de Drake a compartimentar les relacions, Brian Wells va observar que molts es van conèixer per primera vegada aquell matí. La seva mare va recordar que "molts dels seus joves amics van venir aquí. Mai n'havíem conegut molts d'ells".

## Popularitat pòstuma
No hi havia documentals ni àlbums recopilatoris després de la mort de Drake. El seu perfil públic es va mantenir baix durant la dècada de 1970, tot i que el seu nom apareixia ocasionalment a la premsa musical. En aquest moment, els seus pares estaven rebent un nombre creixent de fans a la casa familiar. Després d'un article de NME de Nick Kent de 1975, Island Records va dir que no tenien plans per reeditar els àlbums de Drake, però el 1979 Rob Partridge es va unir a Island Records com a responsable de premsa i va encarregar el llançament de la caixa de Fruit Tree. El llançament recopilava els tres àlbums d'estudi de Drake, els quatre temes que va gravar amb Wood el 1974 i una extensa biografia escrita pel periodista nord-americà Arthur Lubow. Encara que les vendes eren minses, Island Records no va eliminar els àlbums del seu catàleg.
A mitjans de la dècada de 1980, Drake va ser citat com una influència per músics com Kate Bush, Paul Weller, Black Crowes, Peter Buck de R.E.M. i Robert Smith de The Cure. El nom de "The Cure" deriva de la cançó de Drake "Time Has Told Me", que inclou la línia "a troubled cure for a troubled mind ("una cura per a una ment problemàtica")". Drake va obtenir més exposició el 1985 quan The Dream Academy va incloure una dedicatòria a Drake al seu exitós senzill "Life in a Northern Town". El 1986, es va publicar una biografia de Drake en danès; es va publicar una versió actualitzada amb noves entrevistes en anglès el 2012. A finals de la dècada de 1980, el seu nom apareixia regularment en diaris i revistes musicals del Regne Unit, on sovint va ser elegit per interpretar el paper de l'"heroi romàntic condemnat".
La primera biografia de Drake en anglès va ser publicada el novembre de 1997 per Patrick Humphries. El 20 de juny de 1998, BBC Radio 2 va emetre un documental, Fruit Tree: The Nick Drake Story, amb entrevistes amb Boyd, Wood, Gabrielle i Molly Drake, Paul Wheeler, Robert Kirby i Ashley Hutchings, i narrat per Danny Thompson. A principis de 1999, BBC Two va emetre un documental de 40 minuts: A Stranger Among Us—In Search of Nick Drake. L'any següent, el director holandès Jeroen Berkvens va estrenar el documental A Skin Too Few: The Days of Nick Drake, amb entrevistes a Boyd, Gabrielle Drake, Wood i Kirby. Més tard aquell any, The Guardian va nomenar Bryter Layter com el millor àlbum alternatiu de tots els temps.

El 1999, "Pink Moon" es va utilitzar en un anunci de Volkswagen, augmentant les vendes d'àlbums de Drake als Estats Units d'unes 6.000 còpies el 1999 a 74.000 el 2000. Los Angeles Times ho va veure com un exemple de com, després de la consolidació de les estacions de ràdio nord-americanes, la música fins ara desconeguda estava trobant audiències a través de la publicitat. Els fans van compartir fitxers Napster per fer circular còpies digitals de la música de Drake; segons The Atlantic,
"La timidesa crònica i la malaltia mental que van dificultar Drake competir amb showmen dels anys 70 com Elton John i David Bowie no importava quan les seves cançons es treien una per una de l'èter i es toquessin tard i nit en un dormitori."
Al novembre de 2014, Gabrielle Drake va publicar un acompanyament de la música del seu germà. El juny de 2023 es va publicar una biografia autoritzada de Richard Morton Jack, amb un pròleg de Gabrielle Drake.
Durant els anys següents, les cançons de Drake van aparèixer en bandes sonores de pel·lícules "extravagants i juvenils" com The Royal Tenenbaums, Serendipity i Garden State (en català Alguna cosa en comú). Made to Love Magic, un àlbum de preses i remixes publicat per Island Records el 2004, va superar amb escreix les vendes de tota la vida de Drake. El músic nord-americà Duncan Sheik va publicar un àlbum de cançons inspirades en Drake, Phantom Moon, el 2001. El 2017, Kele Okereke va citar Pink Moon com a influència en el seu tercer àlbum en solitari, Fatherland. Altres artistes contemporanis influenciats per Drake inclouen José González, Bon Iver, Iron & Wine, Alexi Murdoch i Philip Selway de Radiohead.

## Estil musical i líric
Drake estava obsessionat amb practicar la seva tècnica de guitarra i es quedava despert tota la nit escrivint i experimentant amb afinacions alternatives. La seva mare recordava haver-lo sentit "donant voltes a totes hores. Crec que escrivia les seves melodies més boniques a primera hora del matí". De formació autodidacta, va aconseguir el seu estil de guitarra mitjançant l'ús d'afinacions alternatives per crear acords de clúster, que són difícils d'aconseguir en una guitarra amb afinació estàndard. De la mateixa manera, moltes de les seves melodies vocals es basen en extensions d'acords, no només en notes de la tríada. Cantava en el registre de baríton, sovint en veu baixa i amb poca projecció.
Drake es va sentir atret per les obres de William Blake, William Butler Yeats i Henry Vaughan, les influències dels quals es reflecteixen en les seves lletres. També va emprar una sèrie de símbols i codis elementals, en gran part extrets de la natura: la lluna, les estrelles, el mar, la pluja, els arbres, el cel, la boira i les estacions s'utilitzen habitualment, influenciats en part per la seva educació rural. Les imatges relacionades amb l'estiu figuren centralment en els seus primers treballs; a partir de Bryter Layter, el seu llenguatge és més tardorós, evocant una estació que s'utilitza habitualment per transmetre sentiments de pèrdua i pena. Al llarg de tot el procés, Drake escriu amb despreniment, més com a observador que com a participant, un punt de vista que Anthony DeCurtis de Rolling Stone va descriure "com si estigués veient la seva vida des d'una gran distància insalvable".
Aquesta incapacitat percebuda per connectar ha provocat especulacions sobre la sexualitat de Drake. Boyd ha dit que detecta una qualitat virginal en les lletres i la música de Drake, i assenyala que mai va saber que es comportava de manera sexual amb ningú, home o dona. Kirby va descriure la lletra de Drake com una "sèrie d'observacions extremadament vives i completes, gairebé com una sèrie de proverbis epigramàtics", encara que dubta que Drake es considerés "qualsevol mena de poeta". En canvi, Kirby creu que la lletra de Drake va ser creada per "complementar i combinar un estat d'ànim que la melodia dicta en primer lloc".

## Llegat
Drake va rebre poc èxit de crítica durant la seva vida, però des de llavors ha estat àmpliament aclamat. Basat en els rànquings professionals dels seus àlbums i cançons, el lloc web global Acclaimed Music el classifica com el 102è artista discogràfic més aclamat de la història. Rolling Stone va incloure els seus tres àlbums a la seva llista de 2003 dels 500 àlbums més grans de tots els temps. El 4 d'abril de 2018, va ser inclòs al Saló de la Fama del Folk als Premis Folk de BBC Radio 2.

El 1994, el periodista de Rolling Stone Paul Evans va dir que la música de Drake "paleta amb una bellesa dolorosa" semblant a l'àlbum de Van Morrison de 1968 Astral Weeks. Segons el crític d'"AllMusic Richie Unterberger", Drake va ser un "talent singular" que "va produir diversos àlbums d'una bellesa esgarrifosa i sombria", ara "reconeguts com els màxims assoliments tant de l'escena folk-rock britànica com de tot el gènere de cantant i compositor de rock". Unterberger va pensar que el seguiment de Drake va abastar generacions
"a la manera dels joves poetes romàntics del segle XIX que van morir abans de la seva època... Els baby boomers que el van trobar a faltar la primera vegada van trobar moltes coses per revisar un cop el van descobrir, i la seva solitud pensativa. parla directament als rockers alternatius contemporanis que comparteixen el seu sentit d'alienació morosa."
El crític nord-americà Robert Christgau va escriure a Christgau's Record Guide: Rock Albums of the Seventies (1981):
"El folk-pop jazzístic de Drake és admirat per molts gent que no té cap utilitat per a Kenny Rankin, i prefereixo deixar oberta la possibilitat que sigui un altre místic (romàntic?) anglès, no estic massa preparat per escoltar-ho."

## Discografia
- Five Leaves Left (1969)
- Bryter Layter (1971)
- Pink Moon (1972)